# Help Me Make It Through the Night
„Help Me Make It Through the Night“ je zřejmě nejznámější[zdroj⁠?!] písní amerického písničkáře Krise Kristoffersona. Píseň složil a nahrál v roce 1970. Ve stejném roce píseň nahrála také zpěvačka Sammi Smith, její verze patří mezi nejúspěšnější country singly všech dob. Postupně tuto píseň nahrály desítky známých zpěváků a zpěvaček, například Glen Campbell, Loretta Lynnová, Elvis Presley, Tammy Wynette, Johnny Cash a June Carter Cash v duetu, a řada dalších.

## České texty
Na melodii písně Help Me Make It Through the Night se zpívá více českých textů. Následující seznam je seřazen od přebásněného původního textu až po texty, které s originálním textem nijak nesouvisí:
- Vem mě s sebou do svých snů – český text Petr Kalandra, interpret Zuzana Michnová a skupina Marsyas, album V mýdlových bublinách (2012, záznam písně z vystoupení asi z roku 1973)
- Když už víc nesmím si přát – český text Miroslav Černý, interpret Naďa Urbánková a Country Beat Jiřího Brabce, album Country beat Jiřího Brabce & Naďa 3 (1975)
- Pomoz mi noc překlenout – český text Vladimír Puhač, interpret skupina Dostavník, album Porta 7 (1976)
- Sundej z hodin závaží – český text Michal Bukovič, interpret Michal Tučný a skupina Fešáci, album Salon Fešáků (1977)
- Černá stuha – český text Robin Vondráček, interpret skupina Smolaři, album Za kamarády (1995)
- Kam tě žene proud – český text Mirek Hoffmann, interpret Mirek Hoffmann (1995)
- Cyrano – český text Josef Laufer, interpret Josef Laufer (1974)
- Starý klaun – český text Jiří Němeček, interpret Jiří Němeček a skupina Volupsije (1978)